# 查尔斯·杜克
小查尔斯·莫斯·杜克（英語：Charles Moss Duke, Jr.，1935年10月3日—）曾是一位美国国家航空航天局的宇航员，执行过阿波罗16号任务。杜克是第十个踏上月球的人。

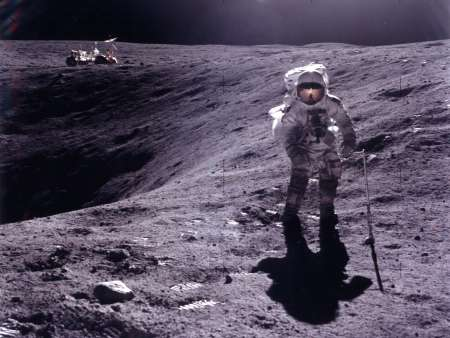
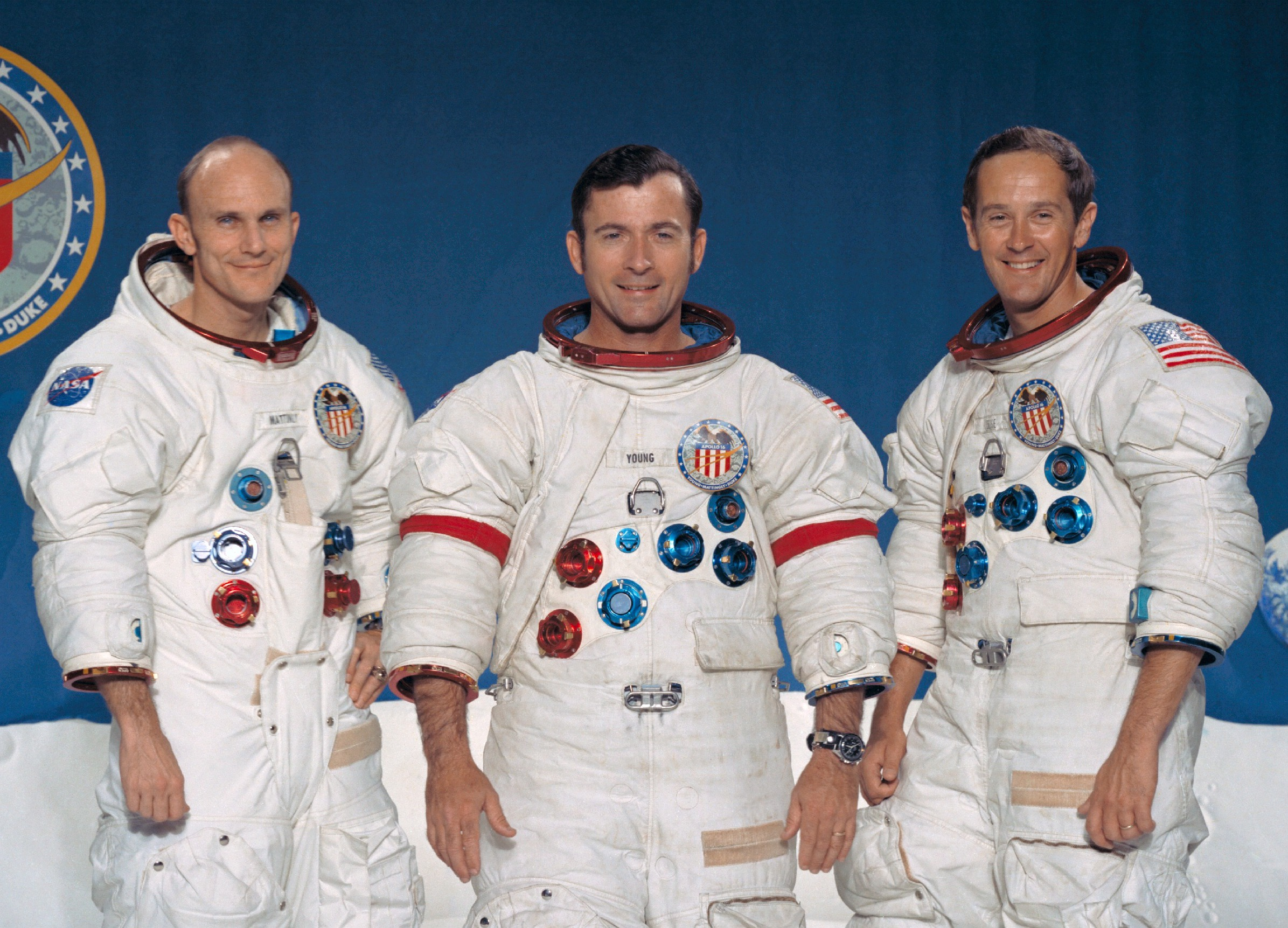
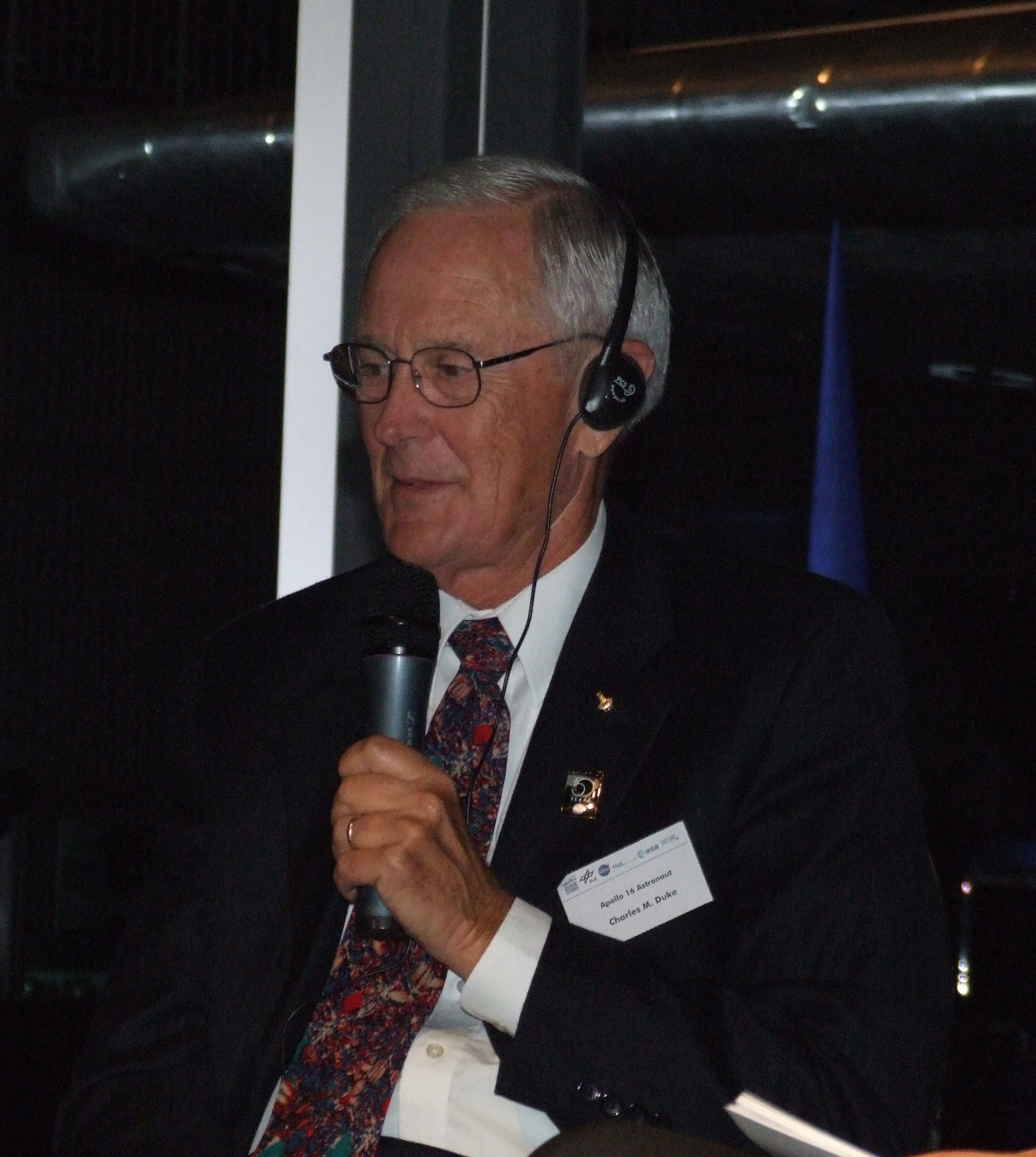
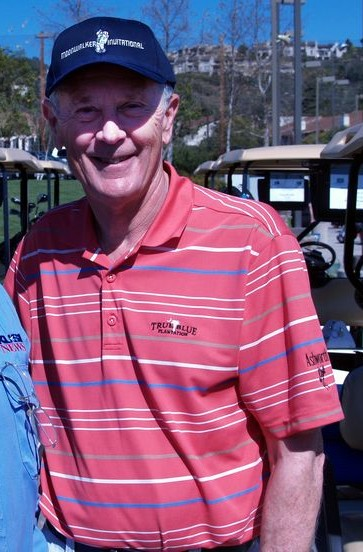